# Андронов Олександр Миколайович
Олекса́ндр Микола́йович Андро́нов (нар. 1 листопада 1949, Лозне Чернянського району Бєлгородської області) — український державний діяч, інженер-теплотехнік, Заслужений енергетик України (1999). Кавалер ордена «За заслуги» III ступеня, Почесний громадянин міста Суми.

## Життєпис
Олександр Миколайович Андронов народився 1 листопада 1949 року в селі Лозне Чернянського району Бєлгородської області в родині службовця. 1967 року закінчив Лознівську середню школу, 1972 року — Український заочний політехнічний інститут у Харкові.
У 1973—1976 роках Андронов працював на посадах машиніста котла, котельного відділення, начальника зміни турбінного цеху ВО «Харківські теплоцентралі». У 1976—1979 роках — інженер-теплотехнік, начальник теплогосподарства у Групі радянських військ в Німеччині. У 1979—1986 роках заступник начальника цеху, заступник головного інженера Харківського енергоремонтного підприємства, у 1986—1994 директор Сумського підприємства теплових мереж. У 1991 році був обраний директором орендного підприємства теплових мереж.
У липні 1994 року Андронова обрали головою Сумської міської ради. З березня 1998 року по березень 2002 року Олександр Миколайович двічі обирався міським головою міста Суми.
З 1995 року — член правління Асоціації міст України, у 1996—1999 роках член Конгресу місцевих і регіональних влад Європи, Національної ради Спілки лідерів місцевих та регіональних влад. 
1999 року нагороджений орденом «За заслуги» III ступеня, Указом Президента України від 2 листопада 1999 року Андронову присвоєно почесне звання «Заслужений енергетик України». У жовтні 2009 року Сумська міська рада прийняла рішення про присвоєння Андронову звання «Почесний громадянин міста Суми».